# 태현 (승려)
태현(太賢)은 일명 대현(大賢)이라고도 하며, 8세기 중엽 신라 경덕왕 때의 승려로, 유가종(瑜伽宗)의 조사이다. 호는 청구사문(靑丘沙門)이다.
다방면에 학식이 깊고, 교학의 연구로 많은 저술을 남겼는데, 특히 유식학(唯識學)에는 뛰어난 대가로서 중국인까지도 주목하였다고 한다. 일설로는 태현의 법계를 원측의 문손(門孫)으로 한 것도 있으나 확실치 않다.
저서로는 《화엄경 고적기(古迹記)》 《대열반경 고적기》 《법화경 고적기》 《금광명경 술기(述記)》 《동 요간(料簡)》 《인왕경 고적기》 《금강반야경 고적기》 《동 신역경 고적기(新譯經古迹記)》 《반야이취분경주(般若理趣分經注)》 《반야심경 고적기》 《관(觀)무량수경 고적기》 《대무량수경 고적기》 《소(小) 아미타경 고적기》 《칭찬정토경 고적기(稱讚淨土經古迹記)》 《미륵상생경 고적기(彌勒上生經古迹記)》 《미륵하생경 고적기》 《미륵성불경 고적기》 등 42부가 있다.

## 참고 문헌
- 이 문서에는 다음커뮤니케이션(현 카카오)에서 GFDL 또는 CC-SA 라이선스로 배포한 글로벌 세계대백과사전의 내용을 기초로 작성된 글이 포함되어 있습니다.